# L'Aventure d'une nuit
Pour plus de détails, voir Fiche technique et Distribution.
L'Aventure d'une nuit (titre original : Remember the Night) est un film de Noël américain en noir et blanc réalisé par Mitchell Leisen, sorti en 1940. 

## Synopsis
Juste avant Noël, Lee Leander, voleuse à la tire, est arrêtée pour avoir tenté de voler un bracelet dans la vitrine d’un magasin de bijoux. La jeune femme se retrouve au tribunal où il est décidé de reporter son jugement à la fin des fêtes de fin d’année. Navré de la voir passer Noël en prison, le procureur John Sargent organise sa mise en liberté sous caution et décide de l’emmener dans sa famille à la campagne passer les fêtes. Après quelques péripéties de voyage, Lee découvre l’accueillante famille du procureur et s’attache à ce petit monde plein de bons sentiments. John va finir par tomber amoureux de la belle délinquante ce qui va lui poser un sérieux dilemme.

## Fiche technique
- Titre français : L'Aventure d'une nuit
- Titre original : Remember the Night
- Réalisation : Mitchell Leisen, assisté d'Hal Walker (non crédité)
- Scénario : Preston Sturges
- Photographie : Ted Tetzlaff
- Montage : Doane Harrison
- Musique : Frederick Hollander
- Chorégraphe : LeRoy Prinz
- Décors : Roland Anderson (en) et Hans Dreier
- Costumes : Edith Head
- Producteurs : Mitchell Leisen, William LeBaron (non crédité) et Albert Lewis (en) (non crédité)
- Société de production : Paramount Pictures
- Société de distribution : Paramount Pictures
- Pays de production :  États-Unis
- Langue : anglais
- Format : Noir et blanc — 35 mm — 1,37:1 — Son : Mono (Western Electric Microphonic Recording)
- Genre : Comédie romantique
- Durée : 94 minutes
- Dates de sortie : 
  - États-Unis : 19 janvier 1940
  - France : 1er décembre 1944

## Distribution
- Barbara Stanwyck : Lee Leander
- Fred MacMurray : John Sargent
- Beulah Bondi : Mme Sargent
- Elizabeth Patterson : Tante Emma
- Willard Robertson : Francis X. O'Leary
- Sterling Holloway : Willie Simms
- Charles Waldron : le juge de New York
- Paul Guilfoyle : District Attorney
- Charles Arnt : Tom
- John Wray : Hank
- Fred 'Snowflake' Toones : Rufus
- Georgia Caine : la mère de Lee
- Virginia Brissac : Mme Emory
- Spencer Charters : le juge de Rummage Sale
- Jean Acker : membre du jury (non créditée)
- Thomas W. Ross : M. Emory
- Tom Kennedy : 'Fat' Mike